# داني راسيل
داني راسيل (بالإنجليزية: Danny Russell)‏ هو لاعب دوري الرغبي أسترالي، ولد في 24 ديسمبر 1969.